# Pimpinella tsusimensis
Pimpinella tsusimensis är en flockblommig växtart som först beskrevs av Yoshitaka Yabe, och fick sitt nu gällande namn av Minosuke Hiroe och Lincoln Constance. Pimpinella tsusimensis ingår i släktet bockrötter, och familjen flockblommiga växter. Inga underarter finns listade i Catalogue of Life.